# Ciocănăi, Argeș
Ciocănăi este un sat în comuna Moșoaia din județul Argeș, Muntenia, România.

#### Istoric
Satul Ciocănăi a fost atestat documentar în 1820, iar o parte importantă din istoria localității este legată de Biserica „Sf. Nicolae”, cunoscută și sub numele de „Biserica cu Moartea”. Construită în anul 1820, biserica este un simbol al rezilienței și al tradițiilor comunității locale.
Unul dintre cele mai importante evenimente istorice legate de biserică este tragedia din timpul invaziei otomane în secolul XIX. În acel timp, locuitorii satului s-au refugiat în biserică pentru a scăpa de invadatori. Otomanii i-au încuiat în interior și au dat foc lăcașului de cult, iar mulți dintre săteni au pierit acolo. În memoria acestui tragism, unul dintre ctitorii bisericii a dorit să redea tema morții pe unul dintre pereții exteriori ai bisericii, pictând imaginea unui înger între doi demoni, iar demonul din dreapta ține o coasă deasupra căreia este scris cuvintele „Moartea”.
Această pictură, realizată de pictorii Stan Postelnic și Constantin Zugrav, reprezintă un omagiu adus celor care au pierit în acel incendiu tragic și este un simbol al suferinței și al rezistenței comunității din Ciocănăi.

#### Demografie
Conform datelor oficiale, populația satului este de 682 (2021) locuitori. Aceștia sunt de etnie română fiind vorbitori de limba română. Locuitorii satului sunt implicați în activități agricole și au mai multe tradiții.